# Instytut badawczy
Ten artykuł należy dopracować:

przedstawiono sytuację tylko z polskiej perspektywy – artykuł powinien być przekrojowy.
Pomóż go poprawić. 
Instytut badawczy – w rozumieniu ustawy z dnia 30 kwietnia 2010 r. o instytutach badawczych jest to państwowa jednostka organizacyjna, wyodrębniona pod względem prawnym, organizacyjnym i ekonomiczno-finansowym, która prowadzi badania naukowe i prace rozwojowe ukierunkowane na ich wdrożenie i zastosowanie w praktyce.
Od 1 października 2010 roku jednostki badawczo-rozwojowe działające na podstawie ustawy z dnia 25 lipca 1985 r. o jednostkach badawczo-rozwojowych, które uzyskały kategorię 1, 2, 3, 4 lub 5 na podstawie przepisów ustawy z dnia 8 października 2004 r. o zasadach finansowania nauki, stają się instytutami badawczymi w rozumieniu ustawy z dnia 30 kwietnia 2010 r. o instytutach badawczych.
Instytuty badawcze powstały z przekształcenia jednostek badawczo-rozwojowych, jednak różni się od nich między innymi przez:
- zwiększoną efektywność działalności badawczej i wdrożeniowej jednostek badawczych poprzez wprowadzenie raz na 4 lata kompleksowej oceny działalności naukowej i badawczo-rozwojowej;
- ochronę własności intelektualnej oraz wzmocnioną ochronę praw autorskich;
- wzmocnienie nadzoru nad działalnością instytutu badawczego poprzez system audytów co 3 lata oceniających całokształt działalności;
- możliwość współpracy naukowo-gospodarczej instytutów badawczych w ramach centrów naukowo-przemysłowych będących inną formą jednostki naukowej.